# Elaphoglossum crinitum
Elaphoglossum crinitum là một loài thực vật có mạch trong họ Lomariopsidaceae. Loài này được (L.) H. Christ mô tả khoa học đầu tiên năm 1899.